# Trichosalpinx lilliputalis
Trichosalpinx lilliputalis là một loài thực vật có hoa trong họ Lan. Loài này được (Luer & Hirtz) Luer miêu tả khoa học đầu tiên năm 1997.